# Грід (Брашов)
Грід (рум. Grid) — село у повіті Брашов в Румунії. Входить до складу комуни Переу.
Село розташоване на відстані 168 км на північний захід від Бухареста, 35 км на північний захід від Брашова.

## Населення
За даними перепису населення 2002 року у селі проживали 369 осіб, з них 368 осіб (99,7%) румунів. Усі жителі села рідною мовою назвали румунську.